# Veľké Kapušany
Veľké Kapušany (in ungherese Nagykapos) è una città della Slovacchia facente parte del distretto di Michalovce, nella regione di Košice.

## Amministrazione

### Gemellaggi
- Elek
- Sebiș
- Radymno
- Svaljava